# Silbernetz
 Silbernetz ist ein eingetragener Verein, der 2016 in Berlin von Elke Schilling gegründet wurde und seit 2020 bundesweit tätig ist. Silbernetz kämpft vor allem gegen die Vereinsamung im Alter, indem er anonym, vertraulich und kostenfrei Gesprächsangebote macht. Außerdem gibt es ehrenamtliche Silbernetz-Freundinnen, mit denen ältere Menschen regelmäßige Anrufe vereinbaren können. Silbernetz knüpft auf Wunsch auch Verbindungen zwischen den Angeboten vor Ort und den älteren Menschen und vermittelt professionelle Hilfsangebote.

## Entwicklung
Elke Schilling begann bereits 2014 mit den Vorbereitungen für das Silbernetz. 2016 gründete sie dann den Verein Silbernetz, der Träger zukünftiger Aktivitäten werden sollte. Im November 2017 stellte Silbernetz e. V. die Kampagne „#GEiA! - Gegen Einsamkeit im Alter!“ vor. Als eine der ersten Aktionen wurde in Berlin vom 24. Dezember 2017 bis zum 1. Januar 2018 erstmals ein Feiertagstelefon geschaltet, das in einem ersten Probelauf Anrufenden aus Berlin rund um die Uhr zur Verfügung stand. Auf Grund des starken Medienechos gingen so viele Spenden und Hilfsangebote ein, dass 2018 das „Silbertelefon“ mit der Rufnummer 0800 4 70 80 90 täglich von 8-22 Uhr für Anrufe von älteren Menschen aus Berlin ganzjährig freigeschaltet werden konnte. Der Humanistische Verband Berlin-Brandenburg KdöR war dabei ein besonders wichtiger Kooperationspartner. Am 20. und 21. Dezember 2018 standen Berliner Politiker am „Silbertelefon“ für Anrufe zur Verfügung und informierten vereinsamte oder isoliert lebende Anruferinnen aus Berlin über das Gesprächsangebot vom 24. Dezember bis Neujahr. An dieser Aktion beteiligten sich unter anderen Elke Breitenbach, Dilek Kolat, Mario Czaja, Maren Jasper-Winter und Alexander Fischer. Vom 24. Dezember 2019 bis zum 1. Januar 2020 war das  „Silbertelefon“ zum ersten Mal aus ganz Deutschland als Feiertagstelefon rund um die Uhr erreichbar und wird seitdem an jedem Jahresende über die Feiertage auf diese Weise durchgeführt. Seit dem ersten Lockdown im Frühjahr 2020 steht das Silbertelefon allen Menschen ab 60 Jahren überall in Deutschland zum „einfach mal Reden“ täglich von 8-22 Uhr zur Verfügung.
Im November 2020 hat der Verein Silbernetz e.V. als alleiniger Gesellschafter die gemeinnützige GmbH SILBERNETZ INKLUSIVE errichtet, um ein auf Dauer angelegtes Inklusionsunternehmen zur Verbesserung der Lebenssituation alter Menschen aufzubauen. Am 3. Dezember 2021 sprach die Schauspielerin Barbara Schöne am „Silbertelefon“ mit einsamen Seniorinnen. Vom 15. bis 17. Dezember 2021 waren wieder Politiker mit alten Menschen im Gespräch. Es beteiligten sich unter anderen: Sawsan Chebli, Sebastian Czaja, Franziska Giffey, Bettina Jarasch und Kai Wegner. Seit der Freischaltung des „Silbertelefons“ gingen inzwischen mehr als 660.000 Anrufe ein, die von 25 Angestellten und zahlreichen ehrenamtlichen Mitarbeitern bewältigt wurden.

## Auszeichnungen
Der Verein erhielt folgende Auszeichnungen:
- 2019: Roman Herzog Preis (2. Platz) der Stiftung Brandenburger Tor – Die Kulturstiftung der Berliner Sparkasse
- 2020: „Beyond Crisis“-Auszeichnung der Initiative Deutschland–Land der Ideen für Silbernetz

Die Gründerin des Vereins, Elke Schilling, erhielt hierfür folgende Auszeichnungen:
- 2020: Zugabe-Preis der Körber-Stiftung
- 2020: Verdienstorden des Landes Berlin
- 2024: Impact of Diversity Award für Age Inclusion[7]